# Synergia
Synergia (en hebreo: סינרגיה, «sinergía») es una banda israelí de rock. En el comienzo la banda fue formada por los dos amigos de infancia Ron Hoffman (teclados) y Roy Geffen (guitarra). Ellos empezaron a tocar en un grupo cover en Tel Aviv llamado «HaTzayadím» (Los Cazadores). Más tarde, los dos unieron fuerzas con el guitarrista Ariel «Bibs» Branson, el baterista Ori Raz (más tarde substituidos por Banua Najaysi y Eytan Raz, respectivamente) y el bajista Iron Shabtay.
Su primer éxito en la radio en Israel fue un cover para otro músico israelí, Shlomo Artzi, aunque ese mismo año su primer álbum, «Tzo'akím al Ahavá» (Gritando sobre Amor), año tuvo poca notoriedad. Sin embargo, su segundo álbum, «Marguísh Ajer» (Sintiendo Diferente), dio a la banda el status de uno de los principales grupos de rock en Israel, prácticamente de un día para otro. De este álbum de 2006 la banda produjo muchos éxitos instantáneos para la radio, siendo el más notablemente «Tir'í Ze Aní» (Mira, Soy Yo), «Marguísh Ajer» y «Ashém» (Culpado). El álbum obtuvo su disco de oro después de vender más de 20.000 copias.
En el 2006 la banda ganó varios premios, entre ellos el de «Grupo del Año» del canal israelí de música Music 24 y de las dos estaciones de radio más populares: Réshet Guímel (Kol Yisrael) y Galgalatz. La canción «Tir'í Ze Aní» de su segundo álbum recibió el título de «Canción del Año» por parte de Galgalatz.

## Discografía
- 2005 - «Tzo'akím al Ahavá» (Gritando sobre Amor)
- 2006 - «Marguísh Ajer» (Sintiendo Diferente)
- 2008 - «Hishtakfút» (Reflejo)
- 2009 - «Synergia Akústit - Im Rami Kleinstein» (Synergia Acústico - Con Rami Kleinstein)
- 2011 - «Jatúm ba'Ésh» (Firmado en el Fuego)